# Francisco Villar Liébana
Francisco Villar Liébana, né à Torredonjimeno dans la province de Jaen le 23 mai 1942, est un philologue espagnol et professeur de linguistique indo-européenne à l'université de Salamanque depuis 1979.

## Biographie
Disciple de Francisco Rodríguez Adrados, bien qu'il se soit ensuite éloigné de son enseignement, il est professeur de linguistique indo-européenne à l'université complutense de Madrid jusqu'en 1979, année où il obtient la chaire de la même discipline à l'université de Salamanque.
Il mène des études sur les langues paléo-hispaniques, contribuant entre autres à la compréhension des bronzes de Botorrita qui sont l'un des plus grands témoignages de la partie orientale de l'écriture celtibère et, plus généralement, des langues celtiques continentales, et au développement des études sur le tartessien et le lusitain.
Il contribue également au développement de l'Indo-Européen, soutenant l'hypothèse kourgane proposée par Marija Gimbutas et s'opposant à l'hypothèse anatolienne proposée, à partir de l'archéologie, par Colin Renfrew. Ses autres contributions se réfèrent à la dialectologie indo-européenne et à la reconstruction du processus d'indo-européanisation de l'Eurasie, avec une attention particulière aux contributions des études génétiques historiques de Luigi Luca Cavalli-Sforza. Dans ce contexte, il dirige une équipe pluridisciplinaire destinée à la recherche des origines de l'indo-européen à travers une étude ethnico-linguistique des agriculteurs néolithiques et des populations mésolithiques.

## Œuvres
- (es) Lenguas y pueblos indoeuropeos, Madrid, Istmo, 1971.
- (es) Origen de la flexión nominal indoeuropea, Madrid, Instituto « Antonio de Nebrija », 1974 (ISBN 978-84-0003-988-2).
- (es) Dativo y locativo en el singular de la flexión nominal indoeuropea, Salamanque, Ediciones Universidad de Salamanca, 1981 (ISBN 978-84-7481-146-9).
- (es) Ergatividad, acusatividad y género en la familia lingüística indoeuropea, Salamanque, Ediciones Universidad de Salamanca, 1983 (ISBN 978-84-7481-249-7).
- (es) Los indoeuropeos y los orígenes de Europa. Lenguaje e historia, Madrid, Gredos, 1991 (ISBN 978-88-15-12706-8).
- (es) Estudios de celtibérico y de toponimia prerromana, Salamanque, Ediciones Universidad de Salamanca, 1995 (ISBN 978-84-7481-809-3).

## Annexe